# Харитонова, Валентина Ивановна
Валенти́на Ива́новна Харито́нова (род. 6 мая 1956, Новая Ляда, Тамбовская область, СССР) — советский и российский этнолог и антрополог, ведущий научный сотрудник (2000) и руководитель (2005) группы медицинской антропологии, член Диссертационного (докторского) совета (2008) ИЭА РАН, доктор исторических наук (2000), кандидат филологических наук (1983), член (2001) полевой комиссии Фонда шаманских исследований (США, Калифорния). Специалист в области антропологии сознания, этномедицины, психологической антропологии, антропологии религии, социальной антропологии, культурной антропологии, этнографии, фольклористики, изменённых состояний сознания.

## Биография
Валентина Харитонова окончила с отличием филологический факультет МГУ им. М.В. Ломоносова (отделение русского языка и литературы по кафедре русского устного народного поэтического творчества) в 1979 году (тема дипломной работы: «Традиция в жанре причитаний»). Одновременно (1977–1979 гг.) окончила с отличием факультет истории и теории киноискусства (вечернее отделение) Университета марксизма-ленинизма МГК КПСС при Госкино СССР. В 1982 году окончила аспирантуру МГУ, защитив диссертацию на соискание учёной степени кандидата филологических наук по теме «Восточнославянская причеть (проблемы поэтики, типологии и генезиса жанра)». В июне 2000 году в ИЭА РАН защитила диссертацию на соискание учёной степени доктора исторических наук (в форме научного доклада на основе 84 научных работ, в т. ч. 6 монографических изданий) по теме «Народные магико-медицинские практики: традиция и современность. Опыт комплексного системно-феноменологического исследования».
Трудовую деятельность Валентина Харитонова начинала на филологическом факультете МГУ. В 1984–1991 годах преподавала в ЛГУ им. И. Франко (г. Львов, УССР; доцент кафедры русской литературы). В 1991–1993 годах находилась на стажировке (докторант) в МГУ им. М. В. Ломоносова. В 1993–1995 годах в качестве заведующей отделом координации научных исследований вела научно-исследовательскую работу во Всероссийском научно-исследовательском центре традиционной народной медицины (ВНИЦТНМ) «ЭНИОМ». В 1996–1998 годах была научным консультантом журнала «VITA: Традиции. Медицина. Здоровье». С 1998 года – старший научный сотрудник, с 2000 года – ведущий научный сотрудник ИЭА РАН. Организатор и руководитель «Центра по изучению шаманизма и иных традиционных верований и практик» при ИЭА РАН (с 2001 г.), руководитель научно-исследовательской группы медицинской антропологии (с 2005 г.), член (с 2001 г.) полевой комиссии Фонда шаманских исследований (США, Калифорния).

## Научная деятельность
Области научных интересов Валентины Харитоновой представлены следующей тематикой:
- медицинская антропология и антропология сознания: заговорно-заклинательные практики, народное целительство, этномедицина, традиционные медицины, комплементарная медицина, интеграция медицинских систем, изменённые состояния сознания и деятельность человека в ИСС (проблемы порождения мистического знания, формирования фольклорно-мифологических текстов, восприятия действительности, суперсенситивные и экстрасенсорные проявления)[3][4];
- социальная антропология и религиоведение: религиозно-мистические и магико-мистические практики (знахарско-колдовские, шаманские); современные духовные практики и неорелигиозные явления;
- культурная антропология: специфика традиционной культуры, трансформации традиций, работа с сакральными практиками;
- этнография и этнология: обрядовые традиции и обрядово-ритуальная практика восточных славян, шаманство и шаманизм сибирских народов, традиции народной медицины;
- фольклор (восточнославянский) и фольклористика: заговорно-заклинательная традиция, причетно-плачевая традиция, несказочная проза, анекдоты, фольклор и мифология в литературе, теория фольклора.

Валентина Харитонова в своей научной деятельности регулярно проводит традиционные исследования фольклорно-этнографического материала (полевые и лабораторные наблюдения, в т.ч. аудиовизуальные); комплексные исследования; интердисциплинарные и интегративные (в т. ч. экспериментальные) исследования. Полевые исследования по фольклору, этнолингвистике и этнографии Валентина Харитонова ведёт с 1975 г. – более 40 коллективных экспедиций и индивидуальных  выездов (Русский Север; Полесье – украинское, белорусское, русское; Закарпатье; центральная и южная Россия; Сибирь – Хакасия, Тува, Якутия, Бурятия, Агинский АО, ЯНАО). С 1990 года по настоящее время под руководством Валентины Харитоновой ведётся лабораторно-экспериментальная работа с народными целителями, знахарями, колдунами, шаманами (2001 – 2004 гг. – руководство интердисциплинарными исследованиями по проектам РГНФ и РФФИ, проводившимися группой психологов, психиатров, нейрофизиологов и других специалистов). С 1985 по 1991 гг. руководила научно-методологическим семинаром по проблемам восточнославянского фольклора и фольклористики, подготовке к фольклорно-этнографической экспедиционно-полевой работе (Львовский ГУ им. И. Франко).
С 1995 по 1999 гг. – член Учёного Совета Всероссийского научно-исследовательского центра традиционной народной медицины «ЭНИОМ» (г. Москва). С 2004 по 2008 гг. – член Диссертационного (кандидатского) Совета ИЭА РАН, с 2008 по настоящее время – член Диссертационного (докторского) совета ИЭА РАН.
Преподаватель кафедры трансперсональной психологии НОУ ВПО «Институт Психоанализа».
Автор более 300 научных и научно-популярных публикаций (печатается с 1977 г.). Научные работы Валентины Харитоновой опубликованы на русском, украинском, английском, немецком, датском, эстонском языках. Одна из авторов издания «Shamanism. An Encyclopedia of World Beliefs, Practices, and Culture / Ed. Mariko Namba Walter and Eva Jane Neumann Fridman. ABC – CLIO. Santa Barbara, California – Denver, Colorado – Oxford, England. 2004. V. I-II».

### Проекты
- В 1993, 1995, 1997, 2000 гг. – член Оргкомитета Международных конгрессов «Народная медицина России – прошлое, настоящее, будущее» (г. Москва).
- В 2005 и 2009 гг. – руководитель секций на конгрессах этнологов и антропологов России.
- Инициатор проведения международных мероприятий ИЭА РАН по проблемам шаманизма (1999 – по настоящее время): в 1999 г. – член оргкомитета Международного конгресса «Шаманизм и иные традиционные верования и практики» (июнь, г. Москва); в 2001 г. – зам. председателя Международного оргкомитета Международного интердисциплинарного научно-практического симпозиума «Экология и традиционные религиозно-магические знания» (июль; Россия: Москва – Абакан – Кызыл); в 2003 г. – зам. председателя международного оргкомитета Международного интердисциплинарного научно-практического семинара-конференции «Сакральное в традиционной культуре: методология исследования, методы фиксации и обработки полевых, лабораторных, экспериментальных материалов» (Москва – Республика Алтай); в 2004 г. – председатель международного оргкомитета Международного интердисциплинарного научно-практического конгресса «Сакральное глазами “профанов” и “посвящённых”» (21–30 июня, Москва – Подмосковье); в 2005 г. – председатель оргкомитета Международного семинара по проблемам медицинской антропологии «Шаманское целительство и психотерапия» (27–29 сентября, Москва); в 2006 г. – председатель международного оргкомитета Международного семинара «Шаманизм и шаманское целительство: методологический и научно-практические аспекты» и Международной летней школы медицинской антропологии (июль, Подмосковье); в 2009 г. – председатель Международного оргкомитета второй международной летней школы медицинской антропологии / научной конференции «Проблемы сохранения здоровья в условиях Севера и Сибири» (июнь, Москва); 2010 г. – председатель оргкомитета международного фестиваля «Шаманизм и искусство» и международного интердисциплинарного научно-практического симпозиума «Психофизиология и социальная адаптация (нео)шаманов в прошлом и настоящем».
- С 1995 по настоящее время – член международной редколлегии (с 2000 г. – экспертный совет), отв. ред. международной серии научных трудов «Этнологические исследования по шаманству и иным традиционным верованиям и практикам» (издается на базе ИЭА РАН).
- С 1999  – член Научного Совета по фольклору РАН.
- С 2001 по настоящее время – член «полевой комиссии» (Field Associates) «Фонда шаманских исследований» (The Foundation for Shamanic Studies; USA, California, Mill Valley), почётный член Общества исследований шаманизма (The Foundation for Shamanic Studies, USA).
- В 1988 создала фольклорно-этнографический театр «Древняя Русь» при Обществе русской культуры им. А. С. Пушкина (г. Львов, руководила по 1991 г.).
- В 1992–1993 гг. работала на радиостанции «Открытое радио» (г. Москва), вела (прямой эфир) авторскую еженедельную передачу «Загадки непознанного».

### Ответственный редактор
Являлась ответственным редактором (составление и подготовка при авторском участии) следующих сборников статей и тем в журнале «Этнографическое обозрение»:
- „Избранники духов“ – „избравшие духов“: Традиционное шаманство и неошаманизм. Памяти В. Н. Басилова (1937–1998). Сборник статей. М.: ИЭА РАН, 1999, 308с. (Этнологические исследования по шаманству и иным традиционным верованиям и практикам. Т.4)
- Шаманский дар. К 80-летию доктора исторических наук Анны Васильевны Смоляк. М.: ИЭА РАН, 2000, 341 с. (Этнологические исследования по шаманству и иным традиционным верованиям и практикам. Т.6)
- Материалы Международного интердисциплинарного научно-практического семинара-конференции «Сакральное в традиционной культуре: методология исследования, методы фиксации и обработки полевых, лабораторных, экспериментальных материалов». Москва – Республика Алтай. 6 – 15 июля 2003 г. М.: ИЭА РАН, 2004. 290 с. (Этнологические исследования по шаманству и иным традиционным верованиям и практикам. Т. 9)
- Женщина и возрождение шаманизма: постсоветское пространство на рубеже тысячелетий. М.: ИЭА РАН, 2005, 365 с. (Этнологические исследования по шаманству и иным традиционным верованиям и практикам. Т. 11)
- Проблемы сохранения здоровья в условиях Севера и Сибири: Труды по медицинской антропологии / отв. ред. В. И. Харитонова; Ин-т этнологии и антропологии им. Н.Н. Миклухо-Маклая РАН; НИИ медицинских проблем Севера СО РАМН. – М.: ОАО «Типография «Новости»», 2009. 512 с.  (32,0 а.л.).
- Специальная тема номера «Теоретические проблемы в исследовании шаманизма» / Этнографическое обозрение. 2007, № 1. С. 3 – 69.
- Проблемы сохранения здоровья в условиях Севера и Сибири: Труды по медицинской антропологии / отв. ред. В. И. Харитонова; Ин-т этнологии и антропологии им. Н.Н. Миклухо-Маклая РАН; НИИ медицинских проблем Севера СО РАМН. – М.: ОАО «Типография «Новости»», 2009, 512 с.
- Специальная тема номера «Свой» этнограф в российском сакральном «поле» / Этнографическое обозрение. 2010, № 3. С. 3 – 65.
- Психофизиология и социальная адаптация (нео)шаманов в прошлом и настоящем. Материалы Международного интердисциплинарного научно-практического симпозиума. Республика Бурятия, Тункинский национальный парк. 2 – 9 августа 2010 г. М.: ИЭА РАН, 2010. 274 с. (Этнологические исследования по шаманству и иным традиционным верованиям и практикам. Т. 14, часть 1).

### Редактор-составитель
Являлась редактором-составителем (при авторском участии) следующих сборников статей:
- Материалы международного конгресса „Шаманизм и иные традиционные верования и практики“, посвященного памяти А.В. Анохина, Н.П. Дыренковой, С.М. Широкогорова. Москва, Россия, 7 – 12 июня 1999 г. Ч.1. М.: ИЭА РАН, 1999, 322 с. (Этнологические исследования по шаманству и иным традиционным верованиям и практикам. Т. 5) (Совм. с Д.А. Функом)
- Материалы международного конгресса „Шаманизм и иные традиционные верования и практики“, посвященного памяти А.В. Анохина, Н.П. Дыренковой, С.М. Широкогорова. Москва, Россия, 7 – 12 июня 1999 г. Ч.2. М.: ИЭА РАН, 1999, 384 с. (Этнологические исследования по шаманству и иным традиционным верованиям и практикам. Т. 5) (Совм. с Д.А. Функом)
- Материалы международного конгресса „Шаманизм и иные традиционные верования и практики“, посвященного памяти А.В. Анохина, Н.П. Дыренковой, С.М. Широкогорова. Москва, Россия, 7 – 12 июня 1999 г. Ч.3. М.: ИЭА РАН, 2001, 324 с. (Этнологические исследования по шаманству и иным традиционным верованиям и практикам. Т. 5) (Совм. с Д.А. Функом)
- Материалы Международного интердисциплинарного научно-практического симпозиума «Экология и традиционные религиозно-магические знания». Россия: Москва – Абакан – Кызыл. 9 – 21 июля 2001 г. Ч.1. М.: ИЭА РАН, 2001, 304 с. (Этнологические исследования по шаманству и иным традиционным верованиям и практикам. Т. 7) (Совм. с Д.А. Функом)
- Материалы Международного интердисциплинарного научно-практического симпозиума «Экология и традиционные религиозно-магические знания». Россия: Москва – Абакан – Кызыл. 9 – 21 июля 2001 г. Ч.2. М.: ИЭА РАН, 2001, 308 с. (Этнологические исследования по шаманству и иным традиционным верованиям и практикам. Т. 7) (Совм. с Д.А. Функом)
- Материалы Международного интердисциплинарного научно-практического конгресса «Сакральное глазами „профанов“ и „посвященных“». Москва. 21 – 30 июня 2004 г. М.: ИЭА РАН, 2004, 315 с. (Этнологические исследования по шаманству и иным традиционным верованиям и практикам. Т. 10, ч. 1) (Совм. с Е.С. Питерской)
- Материалы Международного интердисциплинарного научно-практического конгресса «Сакральное глазами „профанов“ и „посвященных“». Москва. 21 – 30 июня 2004 г. М.: ИЭА РАН, 2004, 326 с. (Этнологические исследования по шаманству и иным традиционным верованиям и практикам. Т. 10, ч. 2) (Совм. с Е.С. Питерской)

### Список произведений

#### Монографии
- Заговорно-заклинательное искусство восточных славян: проблемы традиционных исследований и возможности новых интерпретаций. Ч. 1-2. М.: ИЭА РАН, 1999. 602 С. (Этнологические исследования по шаманству и иным традиционным верованиям и практикам. Т.3).
- Феникс из пепла? Сибирский шаманизм на рубеже тысячелетий. — М.: ИЭА РАН, 2006. — 372 с. — 1000 экз. — ISBN 5-02-033516-9.

#### Брошюры
- Чёрная и белая магия славян. — М.: Интербук, 1990. — 52 с. — 100 000 экз. — ISBN 5-7664-0008-X.
- Практическая магия: Заговоры, заклинания. — М.: Изд-во газеты «Гудок», 1991. — 64 с. — 100 000 экз. — ISBN 5-7664-0008-X.
- Религиозный фактор в современной жизни народов Севера и Сибири (Исследования по прикладной и неотложной этнологии. Вып. 167). М.: ИЭА РАН, 2004. 39 С.
- В поисках духовности и здоровья (новые религиозные движения, неошаманизм, городской шаманизм). М.: ИЭА РАН, 2008. 47 с. (Исследования по прикладной и неотложной этнологии. Вып. 207)  (в соавт. с Ожигановой А. А., Купряшиной Н. А.)

#### Научные статьи
- Шаманство или шаманизм?.. / "Избранники духов" - "Избравшие духов": Традиционное шаманство и неошаманизм. Памяти В. Н. Басилова (1937-1998). М.: ИЭА РАН, 1999, с. 41-71 ( ЭИ… Т.4) (в соавт. с Д.А. Функом)
- Некоторые проблемы и методы исследования традиционных магико-мистических практик и их современных инноваций / Материалы международного конгресса "Шаманизм и иные традиционные верования и практики. Ч.1. М.: ИЭА РАН, 1999, с. 59-69 (ЭИ… Т.5)
- Магия прерванного повествования / Материалы международного конгресса "Шаманизм и иные традиционные верования и практики. Ч.1. М.: ИЭА РАН, 1999, с. 207-212 (ЭИ… Т.5)
- "Шаманская болезнь" российских колдунов / Материалы международного конгресса "Шаманизм и иные традиционные верования и практики. Ч.2. М.: ИЭА РАН, 1999, с. 185-197 (ЭИ… Т.5)
- Наследование "дара" (знания) в колдовской традиции восточных славян / Материалы международного конгресса "Шаманизм и иные традиционные верования и практики. Ч.2. М.: ИЭА РАН, 1999, с. 288-298 (ЭИ… Т.5)
- Роль и значение сексуально-эротического начала в магико-мистической практике / Студії з інтегральної культурології. №2. Ритуал. Львів, 1999, с.97-112.  (укр. яз.)
- «Путь колдуна» и «путь шамана»: за пределами бытия / Научно-практические аспекты народной медицины (По материалам IV международного конгресса „Народная медицина России – прошлое, настоящее, будущее“). Ч.2. М.: ВНИЦТНМ „ЭНИОМ“, 2000, с.112-117
- «Не в воле человека стать шаманом»? / Шаманский дар. К 80-летию Анны Васильевны Смоляк. М.: ИЭА РАН, 2000, с.312-338  (ЭИ… Т.6)
- «Весна Средневековья» накануне III тысячелетия (Магико-мистическая практика и „народное целительство“ в Московском регионе) / Московский регион: этноконфессиональная ситуация. М.: ИЭА РАН, 2000, с. 262-282
- Некоторые проблемы воздействия шамана, колдуна, целителя на человека и окружающую среду / Материалы Международного интердисциплинарного научно-практического симпозиума  «Экология и традиционные религиозно-магические знания». Ч.1. М.: ИЭА РАН, 2001, с. 43-54 (ЭИ… Т.7)
- Религиозно-магические практики Южной Сибири: трансформации традиций в постсоветскую эпоху / Материалы Международного интердисциплинарного научно-практического симпозиума  «Экология и традиционные религиозно-магические знания». Ч.2. М.: ИЭА РАН, 2001, с. 169 – 189 (ЭИ… Т.7)
- «Шаманское путешествие»: опыт комплексного интердисциплинарного исследования / Материалы Международного интердисциплинарного научно-практического симпозиума  «Экология и традиционные религиозно-магические знания». Ч.2. М.: ИЭА РАН, 2001, с. 282-298 / ЭИ… Т.7 (в соавт. с Булатовым А. О., Мамием В. И., Нестеровым Р. Ю., Свидерской Н. Е., Фроловым А. М.)
- «Он пришел и стал под шапку...» (Виртуальный мир шаманского камлания) / Материалы Международного конгресса «Шаманизм и иные традиционные верования и практики»» Москва, Россия: 7-12 июня 1999 г. Ч. 3. М.: ИЭА РАН, 2001, с.192-201 (ЭИ… Т.5)
- Тувинский шаманизм, год 2000-й: проблемы функционирования практики и глобализация знания / Полевые исследования института этнологии и антропологии РАН. М.: ИЭА РАН, 2001, с. 76-105
- Заговорно-заклинательная практика в народной медицине / Годы исканий и открытий: Научные труды ВНИЦТНМ «ЭНИОМ». М., 2002, с. 93–109
- Шаманизм. Возможно ли возрождение? / «Мир культур России» (издание Института проблем политического управления). 2002, № 6, с. 1; 4.
- Traditionel religionsudovelse i fremgang – del 1 / INFONOR. Argang 3, № 1, 2002, pp. 15–17;  № 2/3, 2002. pp. 25–35 (датск. яз.)
- «Собери свои корни...» (религиозный вопрос в постсоветском пространстве Южной Сибири) / Расы и народы. Вып. 28. М.: Наука, 2002, с. 270 – 303
- Из опыта «полевой работы» на семинарах «Центра по изучению шаманизма и иных традиционных верований и практик» (Фантастичен ли роман М.А. Булгакова «Мастер и Маргарита»?) / Полевые исследования Института этнологии и антропологии РАН. М.: ИЭА РАН, 2002. С. 138-158
- Без веры и надежды... (к проблеме возрождения традиционных религиозно-магических практик) / ЭО, 2003, № 3, с. 60-83
- Шаманы без бубнов / Восточная коллекция. Журнал для всех, кому интересен Восток. М., 2003, № 3 (14). С. 130-140
- Наука о человеке: комплексное интердисциплинарное исследование шаманизма на базе ИЭА РАН / Российская наука о человеке: вчера, сегодня, завтра: Материалы международной научной конференции / под ред. Ю. К. Чистова и В. А. Тишкова. СПб.: МАЭ РАН, 2003. Вып. 1. С. 230-236
- Шаманы и шаманисты: некоторые теоретические аспекты изучения шаманизма и иных традиционных верований и практик / ЭО, 2004, № 2. С. 99-118
- Устами шамана глаголет... дух? К вопросу о шаманской психофизиологии и возможностях экспериментального изучения личности шамана) / Полевые исследования Института этнологии и антропологии РАН. 2002. М.: Наука, 2004. С. 24-43
- Духовная культура и религия / Современное положение и перспективы развития малочисленных народов Севера, Сибири и Дальнего Востока. Независимый экспертный доклад / отв. ред. В. А. Тишков. М.: ИЭА РАН, 2004, с. 149-176 (в соавт. с Д.А. Функом)
- Исследование сакрального в традиционной культуре: прикосновение к непостижимому или постижение неведомого? / Материалы Международного интердисциплинарного научно-практического семинара-конференции «Сакральное в традиционной культуре: методология исследования, методы фиксации и обработки полевых, лабораторных, экспериментальных материалов». Москва – Республика Алтай. 6—15 июля 2003 г. М.: ИЭА РАН, 2004. С. 16-40 (ЭИ... Т. 9)
- «Ты – во мне, я – в тебе» / Восточная коллекция. Журнал для всех, кому интересен Восток. 2004. № 2 (17). С. 93-103
- Khakass Shamanism / Shamanism. An Encyclopedia of World Beliefs, Practices, and Culture / Ed. Mariko Namba Walter and Eva Jane Neumann Fridman. ABC – CLIO. Santa Barbara< California – Denver, Colorado – Oxford, England. 2004. V. II. pp. 573–579 (англ. яз.)
- Evenki Shamanism (Siberia and Manchuria) / Shamanism. An Encyclopedia of World Beliefs, Practices, and Culture / Ed. Mariko Namba Walter and Eva Jane Neumann Fridman. ABC – CLIO. Santa Barbara, California – Denver, Colorado – Oxford, England. 2004. V. II. pp. 551–557 (англ. яз.)
- „Black“ Shaman, „White“ Shamans / Shamanism. An Encyclopedia of World Beliefs, Practices, and Culture / Ed. Mariko Namba Walter and Eva Jane Neumann Fridman. ABC – CLIO. Santa Barbara, California – Denver, Colorado – Oxford, England. 2004. V. II.  pp. 536–539 (англ. яз.)
- Transvestism in Shamanism / Shamanism. An Encyclopedia of World Beliefs, Practices, and Culture / Ed. Mariko Namba Walter and Eva Jane Neumann Fridman. ABC – CLIO. Santa Barbara, California – Denver, Colorado – Oxford, England. 2004.  V. I. pp. 259–263 (англ. яз.)
- «Возрождение шаманизма»: религиозный вопрос или психоментальная проблема? / Этносы Сибири. Прошлое. Настоящее. Будущее. Материалы международной научно-практической конференции. В 2-х ч. Ч. 2. Красноярск, 2004. С. 76-83
- Religioonilis-maagiliste tavade uurimise probleeme Venemaal 20. sajandi lõpus ja 21. sajandi alguses. Siberi šamanismi ainetel / Mäetagused 26 / Ed. Mare Kõiva & Andres Kuperjanov. Tartu. 2004. Pp. 105 – 125 (эстон. яз.)
- Там, где «я» превращается в «мы» (психоментальные и психоэнергетические проблемы шаманизма сквозь призму комплексных исследований) / Итоги полевых исследований Института этнологии и антропологии РАН - 2004. М.: Наука, 2005. С. 83 – 103 (в соавт. с В.С. Топоевым)
- Sibirische Religionen / (Hrsg. Hans Dieter Betz, Don S. Browning, Bernd Janovski und Eberhand Jungel) Religion in Geschichte und Gegenwart. Handworterbuch fur Theologie und Religionswissenschaft/ Vierte, vollig neu bearbeitete Auflage. Band 7: R-S. Tubingen: Mohr Siebeck, 2004. Sp. 1291-1293 (in co-authoriship with D.A. Funk)   (нем. яз.)
- Виртуальный бубен бабушки Тади (Реликты традиционного шаманизма сагайцев на  рубеже тысячелетий) / Сибирский этнографический сборник. Вып. 11. М.: Наука, 2005. С. 176-196
- Сексуально-эротический элемент в магико-мистической практике / Белик А. А. Историко-теоретические проблемы психологической антропологии. Учебное пособие. М.: РГГУ. 2005. С. 342-365
- ОLD WOMAN TADY’S VIRTUAL DRUM. Traditional Sagai shamanism relics at the boundary of millennia / Acta Ethnographica Hungarica, 50 (1-3), pp. 227–239. Budapest.  2005 (англ. яз.)
- Неистовый поиск себя (предисловие) / Женщина и возрождение шаманизма: постсоветское пространство на рубеже тысячелетий, М.: ИЭА РАН, 2005. С. 7 - 24 (ЭИ… Т. 11)
- Зов предков или призыв духов? (Психофизиологический и гендерный аспекты шаманизма) / Женщина и возрождение шаманизма: постсоветское пространство на рубеже тысячелетий, М.: ИЭА РАН, 2005. С. 25 – 43 (ЭИ… Т. 11)
- «Экспериенциальный шаманизм» Московского региона и его родоначальница / Женщина и возрождение шаманизма: постсоветское пространство на рубеже тысячелетий, М.: ИЭА РАН, 2005. С. 283 - 302 (ЭИ… Т. 11) (в соавт. с Н. А. Купряшиной)
- Die “Schamanische Krankheit” der rußländischen koldun / “Roter Altai, gib dein Echo!” Festschrift für Erika Taube zum 65. Geburtstag / Hrg. Anett C. Oelschlägel, Ingo Nentwig und Jakob Tabe. Leipziger Universitätsverlag GMBH. 2005. S. 51-66 (нем. яз.)
- Шаманы и шаманизм в свете интердисциплинарных исследований / Полевые исследования института этнологии и антропологии РАН – 2004. М.: Наука, 2006. С. 128-149 (в соавт. с Н. Е. Свидерской, Е. А. Мещеряковой)
- Немного о том, чем закончился «процесс отмирания религиозных верований» / Межэтнические взаимодействия и социокультурная адаптация народов Севера России / отв. ред. Молодин В. И., Тишков В. А. М.: ИЭА РАН, 2006. С. 233-250
- Интегративные исследования традиционных технологий трансформации сознания / Материалы Международного форума «Интегративная медицина – 2007»: «Технологии развития сознания и здоровье человека». М.: ФНКЭЦТМДиЛ Росздрава, 2007. С. 53-59
- Исследование феномена или обоснование теорий? / ЭО. 2007, № 1. С. 56-69
- Введение: Шамановедение – это не только этнология / ЭО. 2007, № 1. С. 3-5
- Шаманское целительство: к проблеме интерпретаций / Полевые исследования Института этнологии и антропологии РАН – 2005. М.: Наука, 2006. С. 162-178 (в соавт. с В. С. Топоевым)
- Народное целительство: контакт культуры и цивилизации / Из прошлого – в будущее. Избранные труды. М.: ВНИЦТНМ «ЭНИОМ», 2007. С. 36–46
- «Нет, это не я, это – Богиня Кали!» (К проблеме личностных трансформаций в процессе приобщения к ИСС-практикам) / Влияние религии на общество и личность. М.: ИЭА РАН, 2007. С. 172-199
- Зов безмолвия, или почему они – шаманы? / Расы и народы. Вып. 33. М.: Наука, 2007. С. 292–322 (в соавт. с Ю. В. Украинцевой)
- Шаманское целительство в современной России / Материалы VII международного конгресса «Народная медицина России – прошлое, настоящее, будущее»: Москва, 21 – 24 августа 2008 г. Ч. 1. М.: ВНИЦТНМ «ЭНИОМ», 2008
- Шаманство и шаманизм: возможности системного анализа / Труды международной научной конференции «Биополевые взаимодействия и медицинские технологии». 16 – 18 апреля 2008 г. М., 2008. С. 15-22. (в соавт. с И. М. Коганом)
- Современная религиозная ситуация в Республике Тыва / Тюркские народы Восточной Сибири. М.: Наука, 2008. С. 166–184 (серия: Народы и культуры)
- Интеграция медицинских систем: идея, практика, человеческий фактор / Проблемы сохранения здоровья в условиях Севера и Сибири: Труды по медицинской антропологии. М.: ОАО «Типография "Новости"», 2009. С. 275–286
- Современные шаманы: творческий оксюморон или реальность / Проблемы сохранения здоровья в условиях Севера и Сибири: Труды по медицинской антропологии. М.: ОАО «Типография "Новости"», 2009. С. 403-418
- «Шаманизм» в современной России: к проблеме возрождения / ЭО, 2009, № 6. С. 148–164
- Адаптационные механизмы в сфере магико-медицинской практики / Адаптация народов и культур к изменениям природной среды, социальным и техногенным трансформациям.  М.: Наука, 2009. С. 353-361
- Современное возрождение традиций: некоторые теоретические аспекты / Народы и культуры Южной Сибири и сопредельных территорий: история, современное состояние и перспективы. Материалы международной научной конференции, посвященной 65-летию Хакасского научно-исследовательского института языка, литературы, истории: 3–5 сентября 2009 г. Абакан: Хакасское книжное издательство, 2009. С. 130-134
- Меж двух огней: Размышления о судьбе «Шаманских религиозных организаций» / Полевые исследования Института этнологии и антропологии РАН – 2006. М.: Наука, 2009. С. 193-216
- Die Wiederbelebung des Schamanismus in Russland / Schamanen Sibiriens: Magier – Mittler - Heiler / Hg. Erich Kasten. Berlin: Reimer. 2009. S. 188-199 (нем. яз.)
- Введение. Хранители и исследователи сакральной культуры: диалог или противостояние? / ЭО, 2010, № 3. С. 3-6
- Работа с сакральными знаниями и практиками: методико-методологический аспект / ЭО, 2010, № 3. С. 7-21
- Шаманское целительство в современной России / V Международный форум «Интегративная медицина - 2010». Сборник тезисов и докладов. М., 2010, с. 108-112
- Идеи комплементарной и интегративной медицины в современной России / Философские проблемы биологии и медицины: Выпуск 4. Фундаментальное и прикладное: сборник материалов 4-й ежегодной научно-практической конференции. М.: изд-во «Принтберри», 2010, с. 217–220
- Интеграция медицин в России: идеи и воплощение / Развитие традиционной медицины в России. Опыт, научные исследования, перспективы: материалы научно-практической конференции с международным участием 20-21 августа 2010 г. Улан-Удэ: Изд-во ГУЗ РЦМП МЗ РБ, 2010. С. 97-102